# Woodhull
Woodhull és una població dels Estats Units a l'estat d'Illinois. Segons el cens del 2000 tenia 809 habitants.

## Demografia
Segons el cens del 2000, Woodhull tenia 809 habitants, 348 habitatges, i 238 famílies. La densitat de població era de 376,3 habitants/km².
Dels 348 habitatges en un 28,2% hi vivien nens de menys de 18 anys, en un 57,5% hi vivien parelles casades, en un 7,8% dones solteres, i en un 31,6% no eren unitats familiars. En el 29,6% dels habitatges hi vivien persones soles el 15,8% de les quals corresponia a persones de 65 anys o més que vivien soles. El nombre mitjà de persones vivint en cada habitatge era de 2,32 i el nombre mitjà de persones que vivien en cada família era de 2,86.
Per edats la població es repartia de la següent manera: un 23,9% tenia menys de 18 anys, un 6,4% entre 18 i 24, un 28,1% entre 25 i 44, un 23,5% de 45 a 60 i un 18,2% 65 anys o més.
L'edat mediana era de 40 anys. Per cada 100 dones de 18 o més anys hi havia 92,5 homes.
La renda mediana per habitatge era de 35.288 $ i la renda mediana per família de 42.500 $. Els homes tenien una renda mediana de 30.000 $ mentre que les dones 26.136 $. La renda per capita de la població era de 18.738 $. Aproximadament el 5,4% de les famílies i el 9,1% de la població estaven per davall del llindar de pobresa.

## Poblacions més properes
El següent diagrama mostra les poblacions més properes.